# McDonnell Douglas AV-8B Harrier II
El McDonnell Douglas AV-8B Harrier II es un avión de ataque a tierra con capacidad de despegue y aterrizaje vertical o corto. Es un desarrollo conjunto de las compañías British Aerospace y McDonnell Douglas, basado en el modelo Hawker Siddeley Harrier. Se trata de la última aeronave de la saga de aviones Harrier, que se inició con el desarrollo del Hawker Siddeley P.1127 a comienzos de los años 1960. El AV-8B se emplea principalmente para misiones de ataque ligero o como caza polivalente, siendo operado habitualmente desde pequeños portaaviones, buques de asalto anfibio grandes y desde bases operativas avanzadas.
Aunque el AV-8B Harrier II comparte la designación con el anterior AV-8A/C Harrier, fue rediseñado casi por completo por la compañía estadounidense McDonnell Douglas a partir del Harrier GR.1A / AV-8A/C de la primera generación. British Aerospace se unió al proyecto del Harrier mejorado a principios de los años 1980, y a partir de los años 1990 el proyecto fue gestionado por Boeing y BAE Systems después de la integración de los fabricantes originales en estas compañías.
El AV-8B lo utiliza el Cuerpo de Marines de los Estados Unidos, siendo exportado para la Armada Española y la Marina Militare italiana. Del Harrier II se llegaron a desarrollar también las versiones británicas BAE Harrier II, que fueron empleadas Real Fuerza Aérea Británica y la Marina Real Británica.
Los AV-8B han participado en numerosas operaciones y conflictos, ofreciendo apoyo aéreo cercano a las tropas terrestres y realizando reconocimiento aéreo. Los Harrier II estadounidenses participaron en la guerra del Golfo (1990-1991) y el subsiguiente patrullaje de las zonas de exclusión aérea en Irak; en el bombardeo de la OTAN sobre Yugoslavia de 1999,  marginalmente en la guerra de Afganistán (a partir de 2001), en la invasión de Irak de 2003 y en la intervención militar en Libia de 2011. Los Harrier II italianos y españoles también han participado en misiones en el exterior, en coalición con las fuerzas de la OTAN. Tanto los Estados Unidos como Italia tienen previsto sustituir sus AV-8B en el futuro por el Lockheed Martin F-35B Lightning II.

## Desarrollo

### Origen del programa

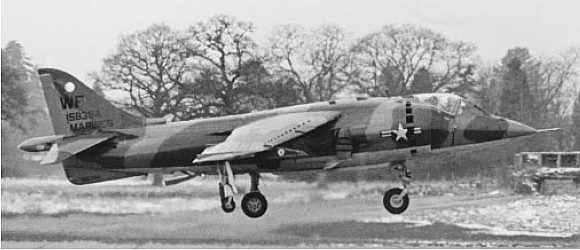
Un Hawker Siddeley AV-8A del Cuerpo de Marines de los Estados Unidos en 1970. Al poco de entrar en servicio se percibió que este modelo sufría de diversas carencias, por lo que propuso el desarrollo de una versión con mejores prestaciones.

El Harrier II es un ejemplo de cooperación en materia militar entre británicos y estadounidenses durante la Guerra Fría. A finales de los años 1960 y principios de los años 1970, coincidiendo con la entrada en servicio de la primera generación del Harrier con la Royal Air Force (RAF) y el Cuerpo de Marines de los Estados Unidos (USMC), se percibió que estas aeronaves carecían del suficiente radio de combate y capacidad de carga. El AV-8A, denominación por la que se conocía a los Hawker Siddeley Harrier en los Estados Unidos, en configuración de vuelo vertical, tan solo disponía de menos de la mitad de la capacidad de carga que el Douglas A-4 Skyhawk, además de disponer de un radio de acción inferior comparado a esta aeronave de menor tamaño que el Harrier. Para resolver este problema, en 1973 Hawker Siddeley y McDonnell Douglas empezaron a desarrollar conjuntamente una versión del Harrier con mejores prestaciones. Los primeros trabajos se centraron en la mejora del motor Pegasus, denominado Pegasus 15, que estaba siendo desarrollado por la compañía Bristol Siddeley. El motor disponía de más potencia, pero su diámetro era 2,75 pulgadas (69,9 mm) mayor que en las versiones del AV-8A, lo que lo hacía demasiado grande para poder ser instalado en la primera generación del Harrier.
El equipo formado por británicos y estadounidenses completaron en diciembre de 1973 el informe que definía el futuro "Harrier Avanzado" equipado con el motor Pegasus 15. Estaba previsto que el "Harrier Avanzado" sustituyese a los Harrier de primera generación en la RAF y el USMC, así como a los A-4 Skyhawk. Este nuevo modelo tenía como meta duplicar la capacidad de carga y de radio de acción del AV-8A, siendo denominado desde un principio como "AV-16" de modo no oficial. El gobierno británico se retiró del proyecto en marzo de 1975, debido al recorte del gasto en materia de defensa, el incremento de costes del programa, y de que el requerimiento de la RAF era tan sólo de 60 aeronaves. Los Estados Unidos no deseaban financiar el desarrollo en solitario, finalizando el proyecto del "AV-16" a finales de ese mismo año.
Las dos compañías tomaron caminos diferentes en desarrollo de la nueva generación del Harrier. Hawker Siddeley se centró en el desarrollo de un ala de mayor tamaño, que pudiese ser instalada en las aeronaves existentes, mientras que McDonnell Douglas llevó a cabo un proyecto de desarrollo menos ambicioso que el AV-16, para satisfacer las necesidades de las fuerzas armadas de los Estados Unidos. Empleando los conocimientos adquiridos del estudio del AV-16, aunque dejando por el camino algunas mejoras previstas en el mismo, McDonnell Douglas utilizó la estructura básica y el motor para una versión diseñada específicamente para el USMC. Este desarrollo del Harrier II recibió el visto bueno por parte del Departamento de Defensa de los Estados Unidos (DoD) en el año 1976.

### Desarrollo

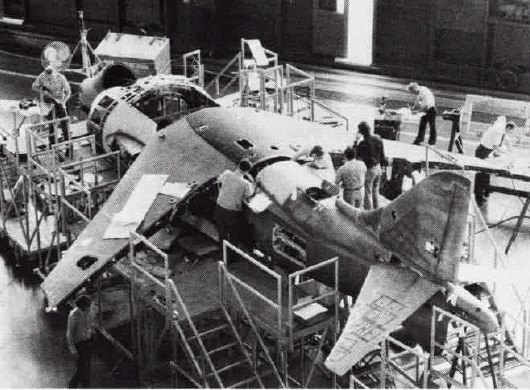
Construcción del primer McDonnell Douglas YAV-8B Harrier (BuNo 158348) en 1978.

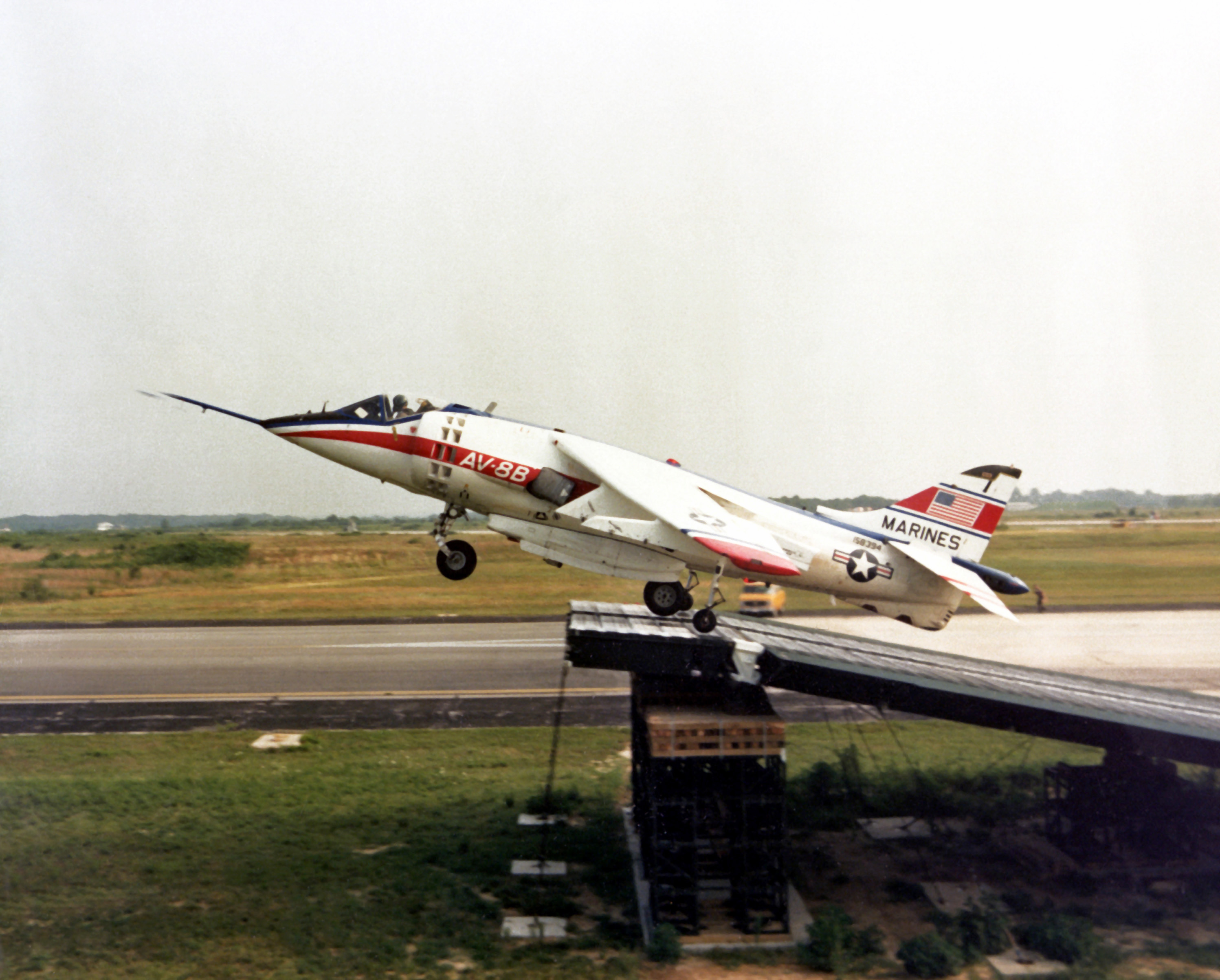
YAV-8B realizando una prueba de despegue en rampa sky jump.

En el año 1981, el Departamento de Defensa de los Estados Unidos (DoD) incluyó al Harrier II dentro del presupuesto anual y del plan quinquenal de defensa, a pesar de que el propio DoD y la Armada de los Estados Unidos (USN) intentaron dar por finalizado el programa entre los años 1978 y 1980. La Armada declinó participar en el programa de adquisición, alegando que el Harrier II ofrecía un radio de combate y una capacidad de carga menor a otras aeronaves convencionales. En cambio, el Cuerpo de Marines de los Estados Unidos siguió adelante, con la previsión de incorporar un total de 336 unidades.
En agosto del año 1981, el programa recibió un impulso significativo, cuando los fabricantes aeronáuticos British Aerospace (BAe) y McDonnell Douglas firmaron un memorándum de entendimiento, que significaba el reingreso del Reino Unido en el programa de desarrollo. Bajo este memorándum, BAe quedó relegada a una posición de subcontratista, en lugar de la condición de socio de pleno derecho, posición en la que se hubiese encontrado de no haber sido el caso de abandono previo del programa. En consecuencia, la compañía tan solo recibió, en horas de trabajo, un 40 por ciento del trabajo en el fuselaje de la aeronave. El ensamblaje final de los Harrier II se realizarían en las instalaciones de McDonnell Douglas situadas en San Luis, Misuri, mientras que las aeronaves fabricadas para el Reino Unido, se finalizarían en las instalaciones de BAe localizadas en Kingston y Dunsfold, en Surrey, Inglaterra. Mientras tanto, el 75 por ciento de carga de trabajo de la planta motriz fue asumida por Rolls-Royce mientras que el 25 por ciento restante fue para Pratt & Whitney. Rolls-Royce había absorbido previamente Bristol Siddeley, el fabricante del motor Pegasus, que monta el AV-8B.
La Armada de los EE. UU., que tradicionalmente adquiría los aviones militares que eran operados por los Marines, insistió en que el nuevo diseño debía ser verificado mediante pruebas de vuelo. Para ello, el fabricante McDonnell Douglas modificó dos AV-8A con nuevas alas, tomas de aire modificadas, toberas rediseñadas y otras mejoras aerodinámicas, mientras que la sección delantera del fuselaje así como la cabina no sufrieron modificaciones en estos dos prototipos. Estas aeronaves fueron denominadas con la designación YAV-8B; el primero de los prototipos realizó su primer vuelo el 9 de noviembre de 1978, seguido por el segundo prototipo el 19 de febrero de 1979. Estas aeronaves fueron empleadas en diversas pruebas durante los años 1978 y 1979. Estas pruebas mostraron que el Harrier II mostraba una mayor Resistencia aerodinámica a la inicialmente prevista, lo que perjudicaba a la velocidad de la aeronave. A raíz de esto se implantaron diversas mejoras aerodinámicas, que produjeron mejoras poco significativas. Sin embargo, el Harrier II mostró resultados positivos en otras áreas, entre las que se incluía la carga útil, el alcance y el rendimiento en despegue y aterrizaje, lo cual condujo en 1979 a la adjudicación de un contrato de desarrollo, que constaba de 12 aviones en un primer lote, seguidos de 324 a mayores a incorporar a posteriori.
Tras la firma de este contrato, se procedió a la construcción de 4 aeronaves de desarrollo a escala real. La primera de estas aeronaves (BuNo 161396), que se empleó principalmente para realizar pruebas de rendimiento y de cualidades de vuelo, realizó su primer vuelo el 5 de noviembre de 1981. El segundo y tercer ejemplar de desarrollo, en los que se les instalaron las extensión del borde de ataque (LERX) para satisfacer las necesidades Royal Air Force, así como se realizaron modificaciones a las tomas de admisión de aire de motor, volaron por primera vez en abril del año siguiente, mientras que la cuarta aeronave lo hizo en enero de 1984. El primero de los AV-8B del lote de producción se entregó al escuadrón de entrenamiento VMAT-203 de los Marines situado en la Base Aeronaval de Cherry Point (MCAS Cherry Point) el 12 de diciembre de 1983, siendo entregado de modo oficial un mes más tarde. El último de los 12 ejemplares del lote inicial se entregó en enero de 1985 al escuadrón VMA-331. El motor empleado en estas primeras aeronaves era el F402-RR-404A, de 21 450 lb (95,4 kN) de empuje; mientras que las aeronaves entregadas de 1990 en adelante recibieron una planta motriz mejorada de mayor potencia.

### Desarrollos posteriores
Durante el curso inicial de entrenamiento de pilotos, se hizo evidente que los AV-8B tenían características de vuelo diferentes a los AV-8A, y que la instalación de aviónica digital en lugar de los sistemas analógicos empleados en el TAV-8A también requería de nuevos métodos de formación. Como consecuencia de esto, en el año 1984, el presupuesto para ocho de los AV-8B se desvió para el desarrollo de una versión de entrenamiento biplaza, denominada TAV-8B. El primero de los 28 TAV-8B que fueron comprados por el USMC realizó su primer vuelo el 21 de octubre de 1986. Esta aeronave se entregó al escuadrón VMAT-203 el 24 de julio de 1987. El TAV-8B sería una versión que posteriormente también encargarían España e Italia.
En 1985, McDonnell Douglas comenzó a trabajar en una variante de ataque nocturno del Harrier II.. La empresa y BAe había alentado para continuar el desarrollo para su exportación, tras el interés mostrado por parte de Brasil, Japón e Italia. El USMC realizó un pedido por 66 AV-8B(NA). La 87.ª unidad del AV-8B se convirtió en el primer Harrier II en ser modificado con el equipo parade ataque nocturno, y salió de la línea de producción del McDonnell Douglas en junio de 1987. Las pruebas de vuelo fueron un éxito y la capacidad de ataque validándose su capacidad de ataque nocturno. En septiembre de 1989, los primeros AV-8B (NA) se entregaron a la Infantería de Marina. Se desarrolló una versión equivalente a los AV-8B(NA) para la Royal Air Force bajo la denominación GR Mk.7, siendo posteriormente actualizados todos los GR Mk.5 al estándar GR.Mk.7.
En junio de 1987, BAe, McDonnell Douglas y Smiths Industries firmaron un memorando de entendimiento para el desarrollo de lo que iba a convertirse en el AV-8B Plus. Este memorando fue aprobado por el Cuerpo de Marines de los Estados Unidos, y, después de mucha consideración, las Armadas de guerra española e italiana desarrollaron un requisito común para equiparse con una flota de Harrier con capacidad de defensa aérea. Los Estados Unidos, España e Italia firmaron un memorando de entendimiento en septiembre de 1990 para definir las responsabilidades de cada uno de los tres países y establecer un organismo conjunto para la administración del programa. El 30 de noviembre de 1990, la Armada de EE. UU., actuando como agente de los tres países participantes, seleccionó a McDonnell Douglas como la contratista principal para desarrollar la variante Harrier Plus. A este anuncio también se le uniría un pedido por parte del USMC en diciembre de 1990, que incluyó 30 nuevos aviones, así como la reconstrucción de 72 de los aparatos existentes. Los italianos realizaron un pedido por 16 Harrier II Plus y dos unidades biplaza TAV-8B, mientras que los españoles firmaron un contrato por ocho aviones. La construcción de los AV-8B Harrier II Plus se llevaría a cabo, además de en la planta de McDonnell Douglas, en las instalaciones de CASA en Sevilla, y en la planta de producción de Alenia en Turín.

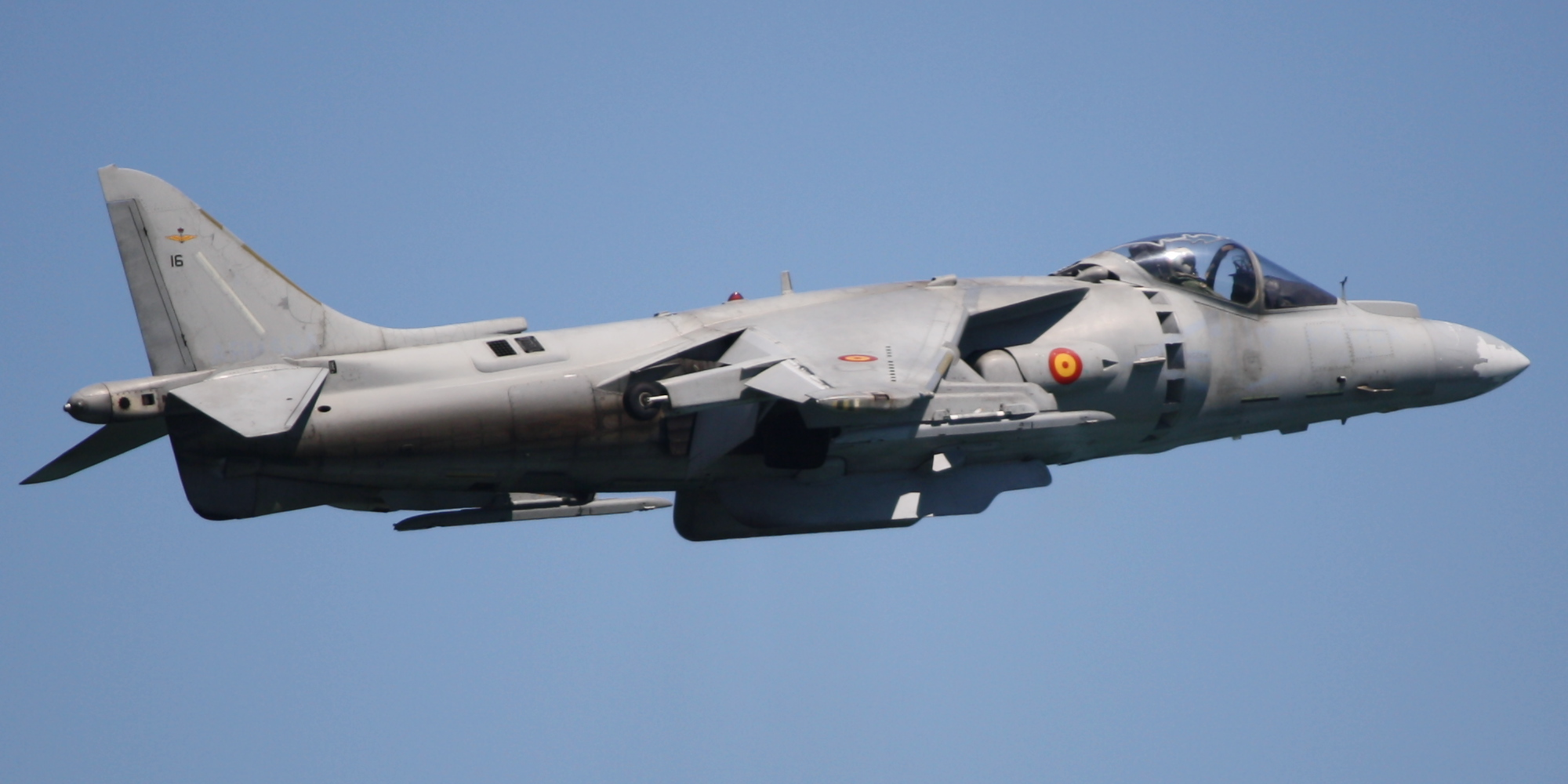
Un AV-8B Plus de la Armada Española en vuelo. El radomo alberga al radar de impulsos doppler Hughes APG-65.

La producción de la variante Plus se autorizó el 3 de junio de 1992, llevándose a cabo el primer vuelo del prototipo el 22 de septiembre del mismo año, marcando el inicio del programa de vuelos de prueba. El primer avión de fabricación en serie voló por primera vez el 17 de marzo de 1993. Entre 1993 y 1995 se entregaron estas nuevas aeronaves directamente desde la línea de producción. Al mismo tiempo, se procedió a la conversión de los AV-8B existentes a la versión Plus. El 11 de marzo de 1994, la Junta de Adquisiciones de Defensa aprobó el programa, el cual inicialmente tenía previsto modificar 70 aeronaves, empezando las modificaciones en 4 de ellas durante el transcurso del año 1994. Este programa tenía como objetivo la instalación de nuevos componentes con piezas ya existentes, para construir los Harrier a un coste menor que una aeronave de nueva construcción. Estas conversiones se iniciaron en abril de 1994, entregándose la primera de estas aeronaves a la Infantería de Marina de los Estados Unidos en enero de 1996.
A pesar de las aparentes ventajas del programa, en marzo de 1996, la General Accounting Office declaró que era financieramente más sensato a comprar los Harrier II Plus nuevos bajo un programa de adquisiciones, en vez de reacondicionar los AV-8B existentes. Mientras que la Armada de los Estados Unidos estimó que el costo unitario de reacondicionamiento de cada aeronave estaría en torno los 23 a 30 millones de dólares, en lugar de 30 millones para cada aeronave de nueva construcción, la GAO estimaba que el costo de cada aparato nuevo se situaría en los 24 millones de dólares. Sin embargo, el programa siguió su curso, entregándose en el año 2003 la 72.ª y última unidad de AV-8B reacondicionada a la Infantería de Marina. España también participó en el programa, recibiendo su último avión restaurado en diciembre de 2003.
Entre los años 1969 y 2003, se llegaron a fabricar un total de 824 Harrier dentro de las diferentes variantes. Aunque la fabricación de aparatos de nueva construcción terminó en el año 1997, no fue hasta el año 2003 cuando se entregó la última aeronave reacondicionada a la versión Harrier II Plus a España, lo que marcó el fin de la producción del Harrier. En 2001, la revista especializada Flight International informó que Taiwán podría optar por el Harrier como aeronave que cumpliese con sus necesidades STOVL, siendo equipado con el radar APG-66 del F-16 Fighting Falcon, lo que podría haber permitido prolongar la producción de esta aeronave hasta el año 2005. A pesar de que se ofreció la posibilidad de alquilar los AV-8B, el interés de Taiwán por el Harrier se desvaneció cuando el país cambió su preferencia por el F-35.

## Diseño

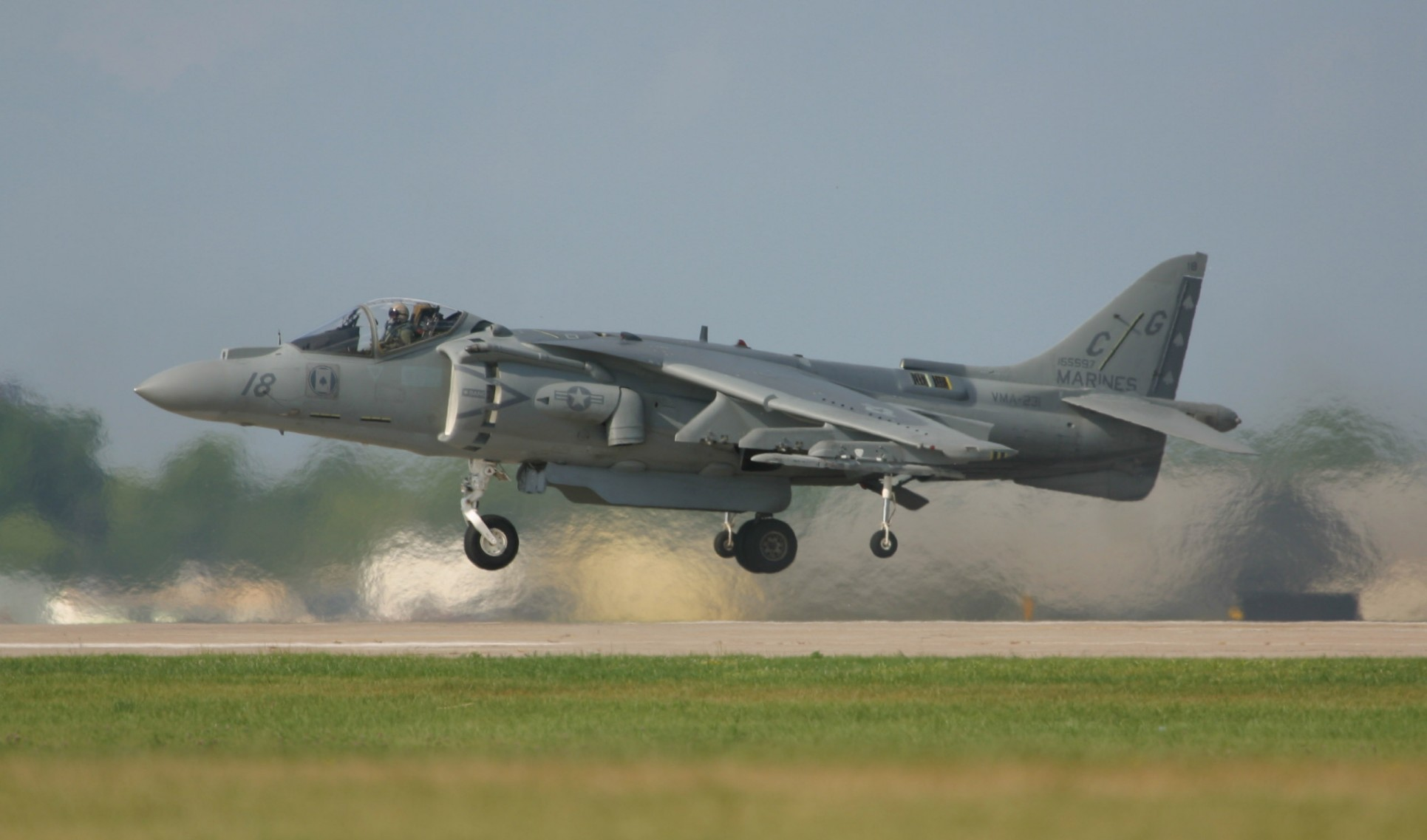
Un AV-8B Harrier II en 2003

El AV-8B Harrier II es un avión de ataque subsónico. Cuenta con un motor turbofán Rolls-Royce Pegasus con dos entradas de admisión de aire y cuatro toberas orientables de salidas de gases que se pueden mover de forma sincronizada para conseguir el empuje vectorial. Las toberas están ubicadas en los laterales del avión —las delanteras son de aire frío y las traseras de aire caliente— y situadas muy cerca de la turbina, a diferencia de la mayoría de los aviones de reacción, que tienen las toberas en la parte trasera del avión. El Harrier II también dispone de unas salidas de aire más pequeñas y controladas por válvulas en el morro, en la cola y las puntas alares para un mejor control de la aeronave a bajas velocidades.
El tren de aterrizaje está formado por una doble rueda central y una rueda delantera en el fuselaje como tren principal y dos ruedas secundarias en las alas. 
Está equipado con seis puntos de anclaje en las alas y tres en el fuselaje para portar un cañón GAU-12 Equalizer de 25 mm, otras armas que incluyen misiles, bombas y cohetes, y tanques de combustible externos. La capacidad de carga de armamento casi duplica la del AV-8A.
La cabina de pilotaje fue rediseñada respecto al AV-8A. El sistema de pilotaje se hizo digital, reemplazando el sistema mecánico del AV-8A, muy difícil de controlar y causa de gran número de accidentes. Los sistemas de ataque y guerra electrónica se modernizan: sistema Hughes AN/ASB-19, contramedidas AN/ALE-39, posibilidad de empleo de contenedor de contramedidas electrónicas AN/ALQ-126C. Empleo de sonda rígida de reabastecimiento en vuelo, montada en el lado izquierdo del fuselaje.

## Evolución
El diseño fue mejorado poco a poco, así en 1987 voló el primer AV-8B Night Attack. El Night Attack entró en servicio en septiembre de 1989, transformándose 61 ejemplares de AV-8B de los Marines. 
Otra mejora sustancial se realiza en 1992, con el AV-8B Harrier II Plus, un Night Attack equipado con radar multifunción AN/APG-65 (el mismo que emplea el F/A-18 Hornet). El USMC compró 27 AV-8B Harrier II Plus nuevos y convirtió 74 de otras versiones. Italia y España también, dotando a sus pequeños portaaviones de un componente aéreo muy capaz y potente.

## Componentes del AV-8B Harrier II Plus

### Electrónica
| Sistema                                                              | País           | Fabricante         | Notas                  |
| -------------------------------------------------------------------- | -------------- | ------------------ | ---------------------- |
| Lenguaje de programación del OFP                                     | Estados Unidos |                    | C++                    |
| Auto-GCAS                                                            | Estados Unidos |                    | No                     |
| ACAS                                                                 | Estados Unidos |                    | No                     |
| Computadora de misión                                                | Estados Unidos | General Dynamics   | MSC                    |
| Lenguaje de programación de la MSC                                   | Estados Unidos |                    | C++                    |
| Sistema operativo de tiempo real de la MSC                           | Estados Unidos | Wind River Systems | VxWorks                |
| CPU de la MSC                                                        | Estados Unidos | Freescale          | PowerPC 400 MHz (2002) |
| Lenguaje de programación de la computadora de gestión de armas (WMC) | Estados Unidos |                    | C++                    |
| Sistema operativo de tiempo real de la WMC                           | Estados Unidos | Wind River Systems | VxWorks                |
| CPU de la WMC                                                        | Estados Unidos | Freescale          | PowerPC                |
| Radar                                                                | Estados Unidos | Hughes Aircraft    | AN/APG-65              |

## Historia operacional

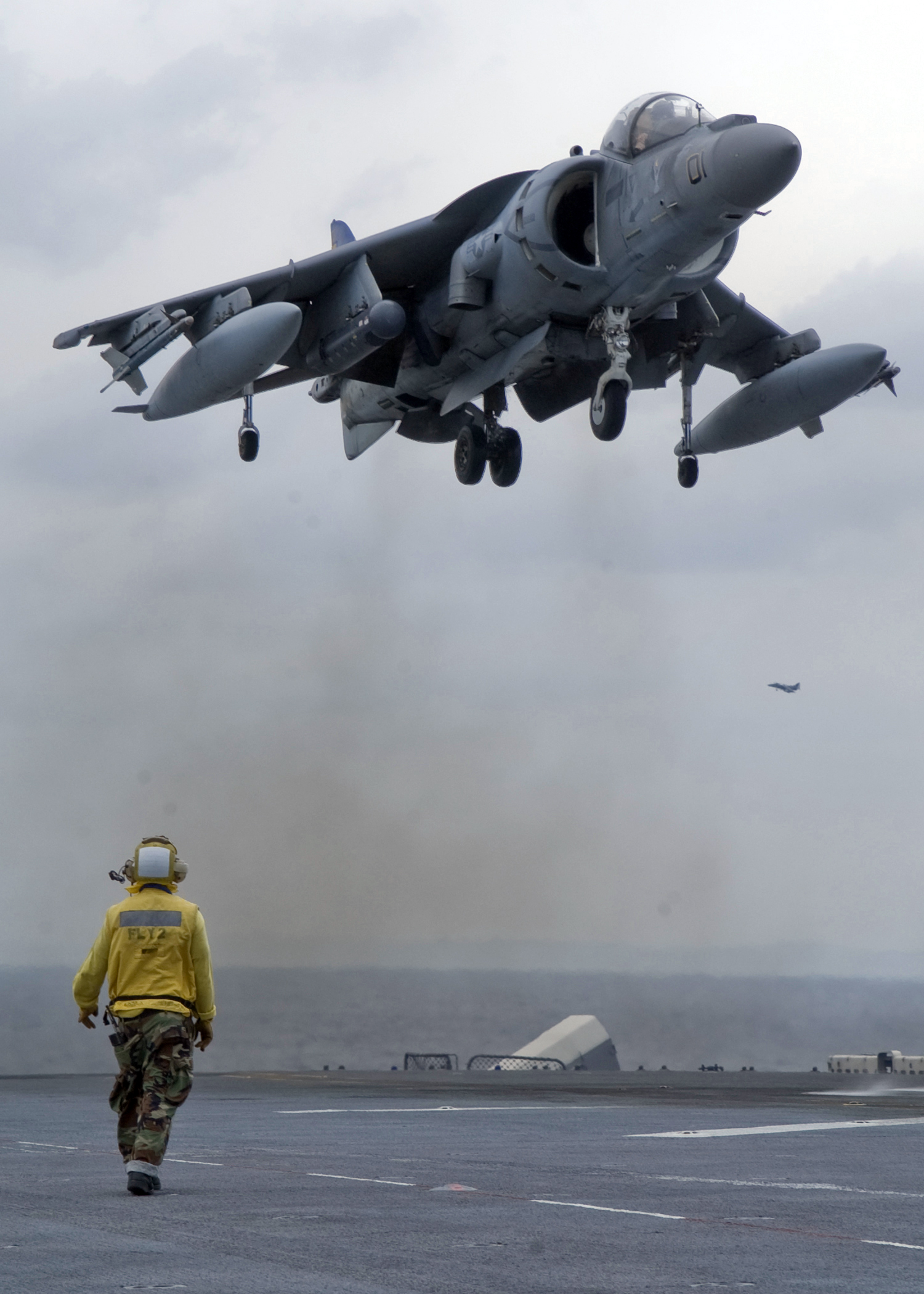
Un AV-8B Harrier de los Marines apontando en el buque de asalto anfibio USS Essex (LHD-2).

Existen varias versiones del Harrier II utilizadas por cuatro países. Los Harrier II AV-8B+ españoles e italianos, a diferencia de los de los Marines, pueden utilizar el misil guiado por radar AIM-120 AMRAAM.

### Estados Unidos
Antes de la entrega de los AV-8B al Cuerpo de Marines de los Estados Unidos, se realizaron varias evaluaciones con el fin de preparar la aeronave. En la evaluación operativa (OPEVAL), que tuvo lugar desde el 31 de agosto de 1984 hasta el 30 de marzo de 1985, cuatro pilotos y un grupo de personal de mantenimiento y apoyo realizaron maniobras en las que pusieron a la aeronave en condiciones de combate. El avión se puso a prueba para evaluar su capacidad para cumplir con los requisitos operativos, en cuanto a la navegación, adquisición de objetivos, lanzamiento de armas y acciones de evasión y supervivencia a ataques enemigos, dentro de todos los posibles perfiles de misión y de capacidad de carga. La primera fase de la OPEVAL, que duró hasta el 1 de febrero de 1985, exigía que los AV-8B para volar misiones de apoyo aéreo tanto cercano como de larga distancia, en compañía de otras aeronaves de apoyo aéreo cercano, en misiones de interdicción aérea y de reconocimiento aéreo. Para la realización de estas misiones, los AV-8B se trasladaron a la Base del Cuerpo de Marines de Camp Pendleton, a la Base Aeronaval de China Lake, a la Base Aérea de Cold Lake y a la Base Aérea de Yuma. La segunda fase evaluativa se realizó en la Base Aérea de Yuma del 25 de febrero al 8 de marzo, en la que el AV-8B se empleó en misiones de escolta, de patrulla aérea de combate y misiones de intercepción. La evaluación identificó algunos puntos débiles en el diseño que posteriormente fueron rectificados, aunque no obstante, la evaluación OPEVAL resultó ser exitosa. El AV-8B Harrier II logró obtener su capacidad operativa inicial (IOC) en agosto de 1985 con el escuadrón VMA-331 del Cuerpo de Marines de los Estados Unidos.

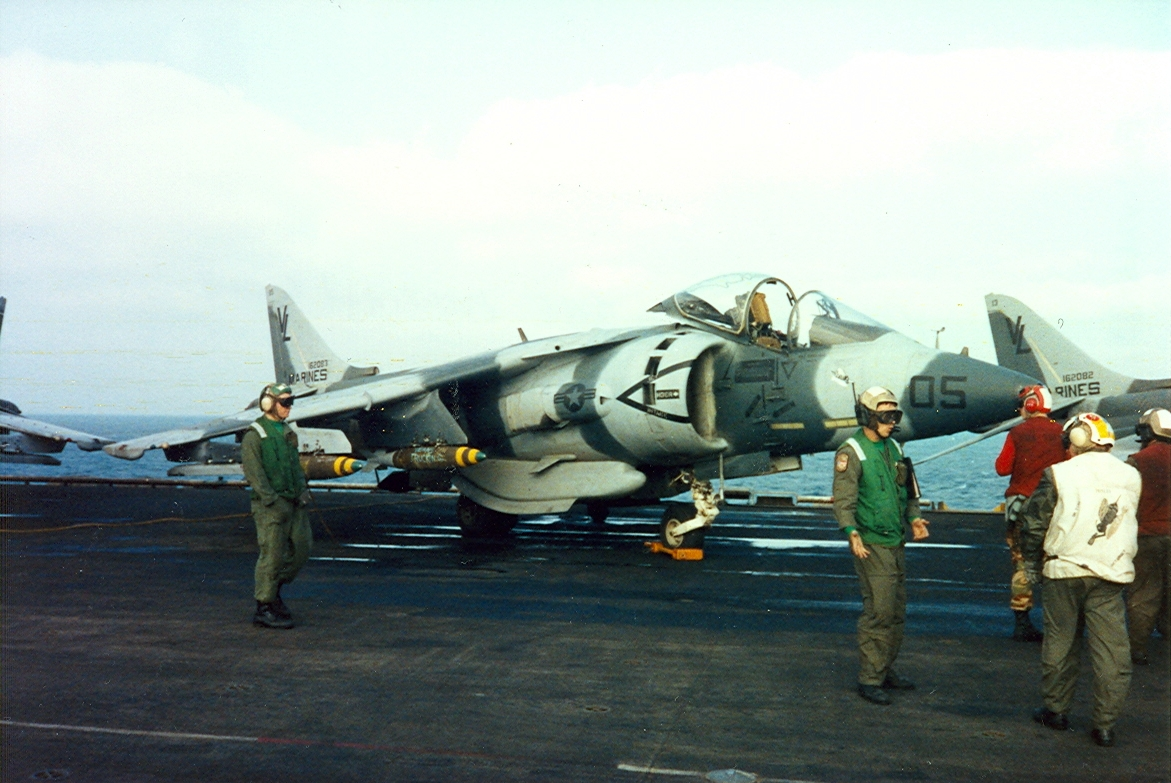
Un AV-8B del escuadrón VMA-331 del Cuerpo de Marines a bordo del buque de asalto anfibio USS Nassau, durante la guerra del Golfo.

El AV-8B entró en acción durante la guerra del Golfo en los años 1990 y 1991. Durante los preparativos a la contienda, los Harrier II estuvieron basados en los buques de asalto anfibio USS Nassau y USS Tarawa, así como en bases en tierra firme, realizando salidas de entrenamiento junto con otras aeronaves de la coalición internacional. Los AV-8B permanecieron en la reserva durante la fase inicial del asalto aéreo de la conocida como Operación Tormenta del Desierto. El AV-8B entró en combate en la mañana del 17 de enero de 1991, respondiendo a una llamada pidiendo apoyo aéreo de parte de un controlador aéreo avanzado, para hacer frente al fuego de artillería que estaba atacando la localidad de Khafji y una refinería de petróleo que se situaba en sus cercanías. Al día siguiente, los AV-8B del Cuerpo de Marines atacaron a las posiciones iraquíes situadas al sur de Kuwait. Durante la guerra, los AV-8B trabajaron junto con las fuerzas de la coalición en la destrucción de objetivos, así como en la realización de misiones de reconocimiento aéreo. Durante las operaciones Escudo del Desierto y Tormenta del Desierto, los AV-8B acumularon un total de 3.380 vuelos, realizando 4.083 horas de vuelo, con un ratio de disponibilidad para el combate mayor del 90 por ciento. Durante la contienda un total de cinco AV-8B estadounidenses fueron derribados por misiles tierra-aire; dos pilotos murieron y otros dos fueron hechos prisioneros. El AV-8B tuvo un ratio de perdidas de 1,5 aeronaves por cada 1000 salidas, lo cual lo convirtió en el avión estadounidense más vulnerable, con más del doble de pérdidas que el siguiente modelo. Después de la guerra, el general del Ejército de los Estados Unidos Norman Schwarzkopf, nombró al AV-8B como uno de los 7 principales sistemas de armas —junto al F-117 Nighthawk y al AH-64 Apache— que jugaron un papel crucial durante el desarrollo del conflicto. En el periodo posterior a la guerra, desde el 27 de agosto de 1992 hasta 2003, los AV-8B del Cuerpo de Marines junto con otras aeronaves patrullaron el espacio aéreo de Irak en apoyo a la denominada Operación Southern Watch. Los AV-8B operaron desde los buques de asalto anfibio situados en el Golfo Pérsico, así como desde bases en tierra, como por ejemplo la Base Aérea Ali Al Salem. En todas estas operaciones los Harrier operaron como aviones convencionales, sin necesitar sus habilidades de despegue vertical o vuelo estacionario.
El AV-8B participó también en el bombardeo de la OTAN sobre Yugoslavia en el año 1999, dentro de la Operación Fuerza Aliada. Intervinieron un total de 12 aviones Harrier, pertenecientes a las 24ª y 26ª Unidades Expedicionarias de Marines. Los AV-8B de la 24ª Unidad entraron en combate el 14 de abril, y durante los siguientes 14 días volaron un total de 34 misiones de apoyo aéro sobre Kosovo. Durante su despliegue de seis meses de duración, operando desde el USS Nassau, La 24ª Unidad de Harrier tuvo un ratio de disponibilidad del 91,8 por ciento. El 28 de abril, la 24ª Unidad fue relevada por la 26ª Unidad, basada en el buque de asalto anfibio USS Kearsarge. La primera salida de combate de los AV-8B de la unidad tuvo lugar dos días más tarde. Esta unidad se mantuvo en el campo de batalla hasta el 28 de mayo, fecha en la que fue trasladada a la localidad de Brindisi, Italia.
En 2001, el Cuerpo de Marines se movilizó para actuar en el territorio de Afganistán dentro de la denominada Operación Libertad Duradera. La 15.ª Unidad Expedicionaria de Marines llegó a la costa de Pakistán en octubre de 2001. Los primeros cuatro AV-8B entraron en combate en territorio afgano el 3 de noviembre de 2001, operando desde el navío de la unidad. A esta unidad se le uniría un mes más tarde la 26ª Unidad Expedicionaria. En diciembre de 2001, dos Harrier II aterrizaron en tierra firme, en una base avanzada instalada en el Aeropuerto Internacional de Kandahar pero este despliegue duró solo una noche y fue calificado de mera "sesión de fotos" por un piloto. Se llegaron a desplegar más unidades del AV-8B con otras unidades de los Marines durante el año 2002. El despliegue del Harrier en Afganistán terminó el 2 de octubre de 2010, cuando un AV-8B Harrier II aterrizó en la cubierta del USS Peleliu.

### España

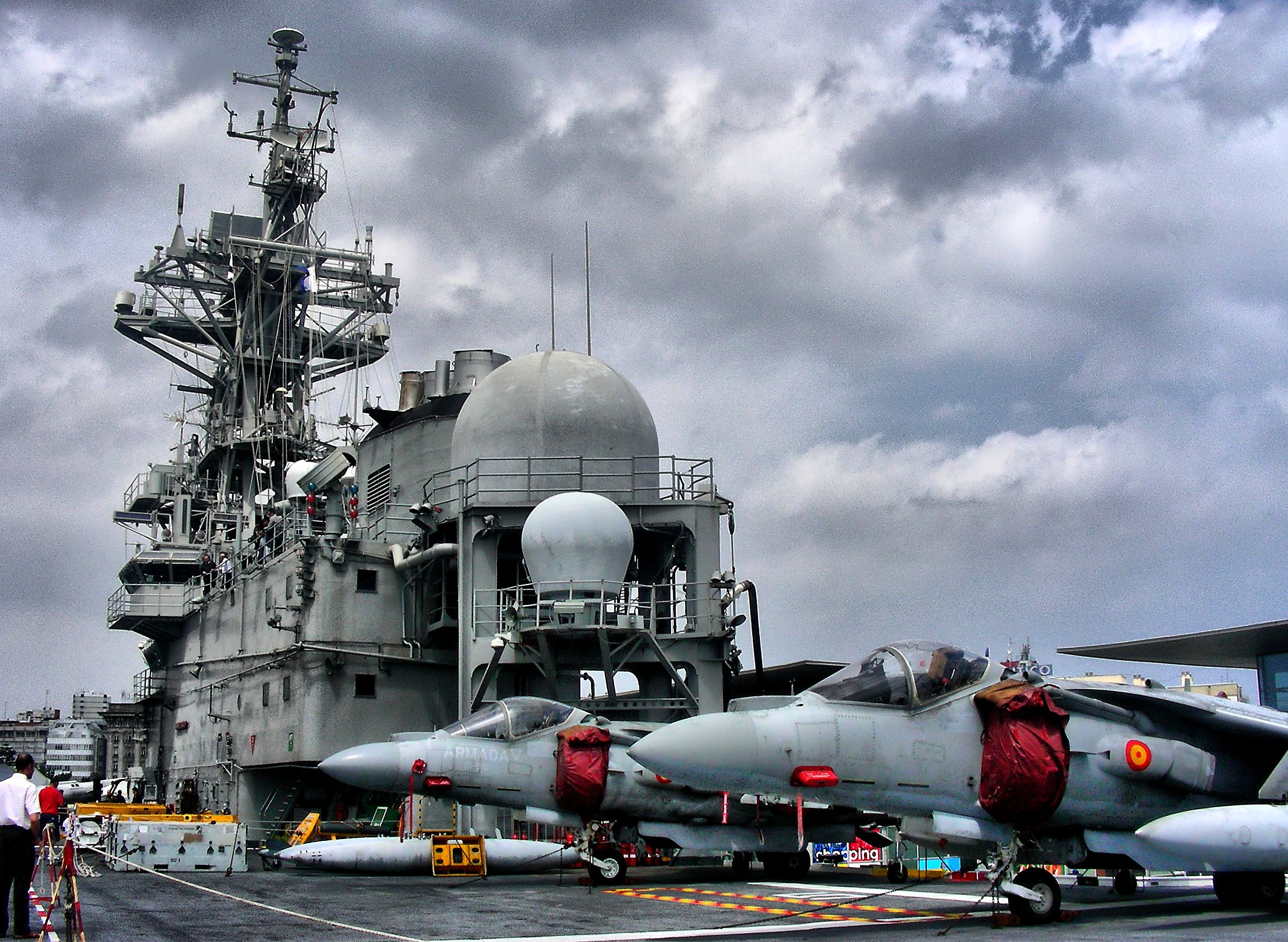
Dos aeronaves EAV-8B Harrier II Plus en la cubierta del portaaviones Príncipe de Asturias.

España, que ya había incorporado anteriormente a su flota el AV-8S Matador, se convirtió en el primer usuario internacional del AV-8B, al realizar un pedido por un total de 12 aeronaves en marzo del año 1983. Estas aeronaves se designaron como VA-2 Matador II por el Arma Aérea de la Armada, siendo a su vez conocida como "EAV-8B" por el fabricante McDonnell Douglas. Las tres primeras unidades del EAV-8B se entregaron en la Base Aeronaval de Rota el 6 de octubre de 1987, finalizándose todas las entregas en el año 1988. Estas aeronaves estaban pintadas en un esquema de dos tonalidades de gris, similar al empleado en las aeronaves de la Armada de los Estados Unidos.
Los pilotos de prueba de la compañía British Aerospace fueron los encargados de preparar el portaaviones Príncipe de Asturias para la operatividad del Harrier en julio de 1989. Este portaaviones, que reemplazó al portaaviones de la Segunda Guerra Mundial Dédalo, tenía instalado un ski-jump de 12°. Estaba previsto que estas aeronaves operasen dentro de la 8a Escuadrilla. Sin embargo, esta unidad se dio de baja el 24 de octubre de 1986 tras la venta de los AV-8S Matador a Tailandia. En su lugar, se decidió crear la 9a Escuadrilla el 29 de septiembre de 1987 con el fin de operar el EAV-8B.

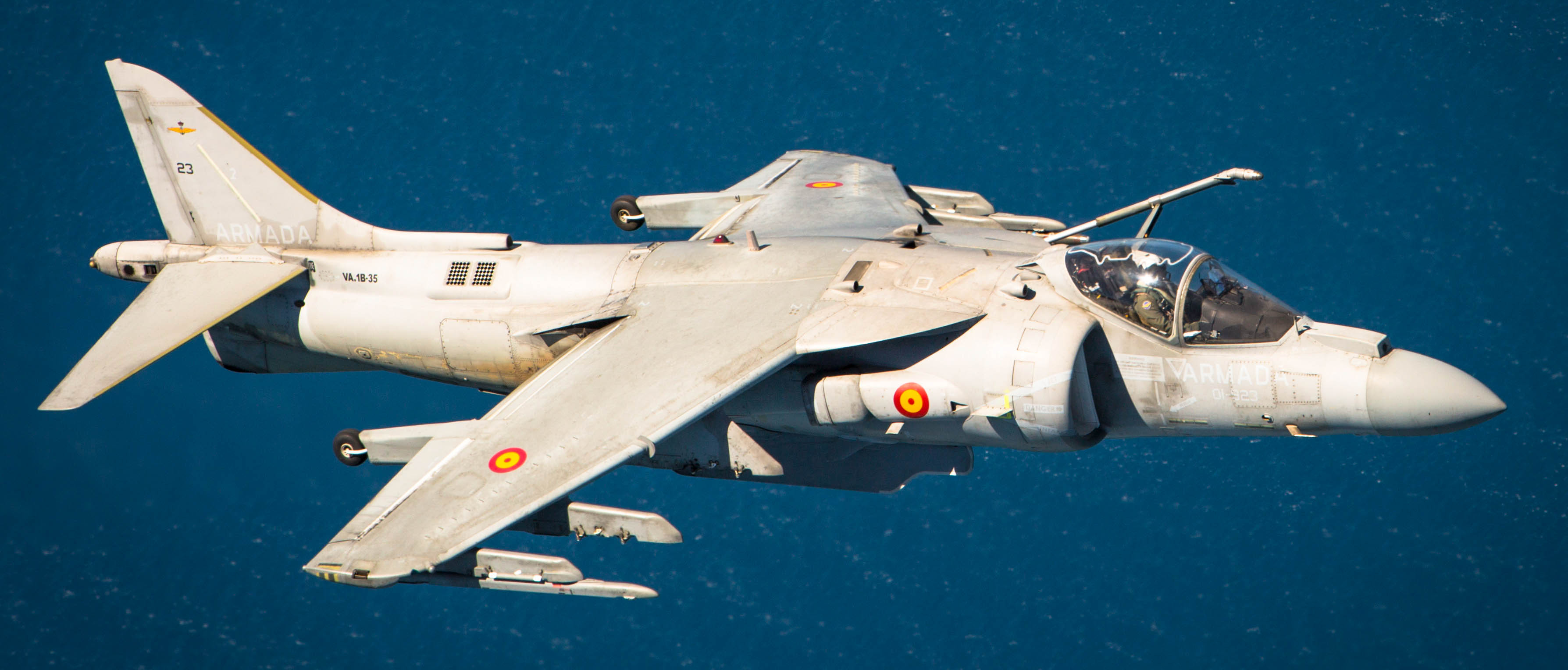
Un EAV-8B listo para repostar en vuelo

En septiembre de 1990, España firmó un memorándum de entendimiento tripartito para el desarrollo de la versión "Plus". En marzo de 1993 se realizó la compra de ocho unidades adicionales de la variante EAV-8B Plus, junto con un TAV-8B biplaza. Las entregas de la versión "Plus" dieron comienzo en el año 1996. El 11 de mayo de 2000, Boeing y el Naval Air Systems Command firmaron un contrato para comenzar los trabajos de actualización de los EAV-8B españoles al estándar "Plus". Boeing afirmó que el acuerdo incluía la reconstrucción de dos EAV-8B, con opción a otras siete unidades; aunque otras fuentes señalan que la cifra final se elevaba a once aeronaves. La reconstrucción permitiría a las aeronaves el poder transportar cuatro misiles AIM-120 AMRAAM, aumentaba la capacidad situacional del piloto a través de la instalación de nuevos radares y aviónica, y proporcionaba una aeronave de mayor potencia gracias a la instalación de un nuevo motor. Sin embargo, tan sólo cinco de las aeronaves recibieron estas modificaciones, entregándose la última el 5 de diciembre de 2003. Los restantes cuatro AV-8B se quiere que sean transformados a la versión SNUG (Spanish Navy Upgrade). 
Los EAV-8B españoles participaron en la Operación Deny Flight, colaborando en el cumplimiento del mandato de las Naciones Unidas de crear una zona de exclusión aérea sobre Bosnia y Herzegovina. En cambio, no participaron los Harrier ni su portaaviones, el Príncipe de Asturias, en la invasión de Irak de 2003, desplegando en su lugar los F/A-18 Hornet y otras aeronaves de apoyo.

### Italia

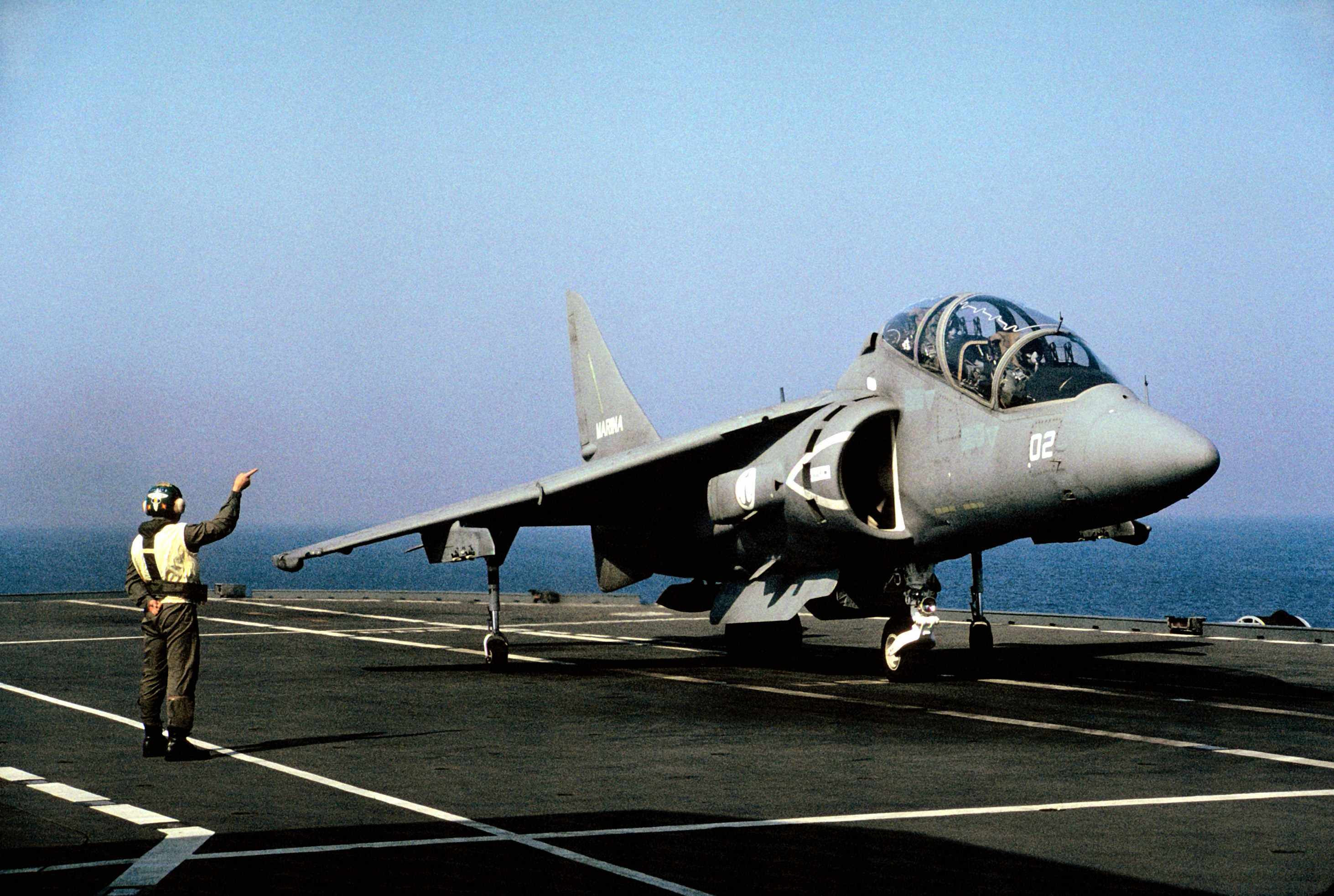
Un TAV-8B Harrier II de la Marina Militare a bordo del Giuseppe Garibaldi (C 551)

A finales de los años 1960, después de una demostración del Hawker Siddeley Harrier en el portahelicópteros Andrea Doria de la Marina Militare, se empezó a evaluar la posibilidad de adquirir el Harrier. Los primeros esfuerzos en esta línea se paralizaron debido a una ley italiana de 1937 que impedía la operación de aeronaves de ala fija en la armada, debido a que esta otorgaba competencia exclusiva para operarlas a la Aeronautica Militare. A comienzos del año 1989 se procedió a una modificación legislativa que permitió a la armada operar cualquier tipo de aeronaves cuyo peso máximo al despegue excediese los 1 500 kilogramos. Después de una larga evaluación de los modelos Sea Harrier y AV-8B, se procedió a realizar un pedido por dos unidades del TAV-8B en mayo de 1989, al cual se le añadió posteriormente otro pedido por 16 unidades del AV-8B Plus. Exceptuando los TAV-8B y los tres primeros AV-8B, todos los demás Harriers italianos se ensamblaron en las instalaciones del fabricante aeronáutico Alenia Aeronautica a partir de piezas procedentes de los Estados Unidos. Los biplazas fueron las primeras unidades en llegar a Grottaglie en el año 1991. Se emplearon para realizar vuelos de prueba en los portahelicópteros de la armada y en el portaaviones Giuseppe Garibaldi (C 551).
Las entregas de las aeronaves fabricadas en los Estados Unidos comenzaron a comienzos del año 1994, siendo desplegados inicialmente en la Base Aérea de Cherry Point para el entrenamiento de las tripulaciones italianas. En el año 1995 se presentó el primero de los Harrier ensamblados en Italia. A mediados de enero de ese mismo año, el Giuseppe Garibaldi partió desde Tarento hacia Somalia, con tres Harriers a bordo, con la finalidad de cooperar en el mantenimiento de la estabilidad del país, tras la retirada de las tropas de Naciones Unidas. Los Harrier, pilotados por cinco pilotos italianos, realizaron más de 100 horas de vuelo, alcanzando el 100% de disponibilidad durante los 3 meses que permanecieron como parte del contingente, realizando misiones de reconocimiento aéreo y otros roles. Este escuadrón retornó a puerto el 22 de marzo de 1995.
En el año 2000, la Armada de Italia intentó adquirir siete aeronaves procedentes de los excedentes de los Estados Unidos, para incorporarse a la flota del Giuseppe Garibaldi y de un nuevo portaaviones que se estaba construyendo, el Cavour. Mientras tanto, las aeronaves que ya formaban parte de la flota fueron sometidas a un proceso de actualización que les permitiese utilizar el misil AIM-120 AMRAAM y las bombas de precisión JDAM.
Los Harrier italianos participaron desde el Giussepe Garibaldi, como parte de las operaciones de la intervención militar en Libia de 2011. Los Harrier realizaron misiones de reconocimiento sobre el territorio libio, empleando contenedores de búsqueda de blancos Litening, equipados asimismo con misiles AIM-120 AMRAAM y AIM-9 Sidewinder para hacer frente al bloqueo aéreo del citado país. Está previsto que los AV-8B de la Marina Militare sean reemplazados por un total de 15 F-35B, la versión de despegue vertical del F-35 Lightning II, operando desde el portaaviones Cavour.

## Variantes

### AV-8B Harrier II
Los primeros AV-8B Harrier II fueron conocidos comúnmente como la variante de ataque diurno y no permanecen en servicio. La mayoría fueron actualizados a la versión Harrier II Plus o variante de ataque nocturno (Night Attack Harrier) que se sigue utilizando aunque también empieza a ser retirada. Se fabricaron 174 unidades, de las que 72 se convirtieron posteriormente en Harrier II Plus.
La variante de ataque nocturno o Night Attack Harrier apareció en 1991 y estaba equipado con una cámara de infrarrojos de búsqueda frontal (NAVFLIR). La cabina también había sido actualizada, incluyendo la capacidad de utilizar gafas de visión nocturna. Además se equipó con un nuevo motor Rolls-Royce Pegasus II más potente. Se fabricaron 61 unidades.
El Harrier II Plus (AV-8B+) es muy similar a la variante de ataque nocturno, con el añadido de un radar APG-65 (el mismo utilizado por los primeros F/A-18 Hornet) y un morro alargado y la capacidad de utilizar misiles avanzados como los AIM-120 AMRAAM. Son utilizados por España (12 unidades), Estados Unidos (142 unidades) e Italia (16 unidades).

### AV-8C Harrier
Una versión actualizada desarrollada a partir del modelo AV-8A mientras se realizaba la entrega del AV-8B. Su estructura no está basada en el AV-8B.

### TAV-8B Harrier II
Variante de entrenamiento biplaza. Se fabricaron 22 unidades.

### EAV-8B

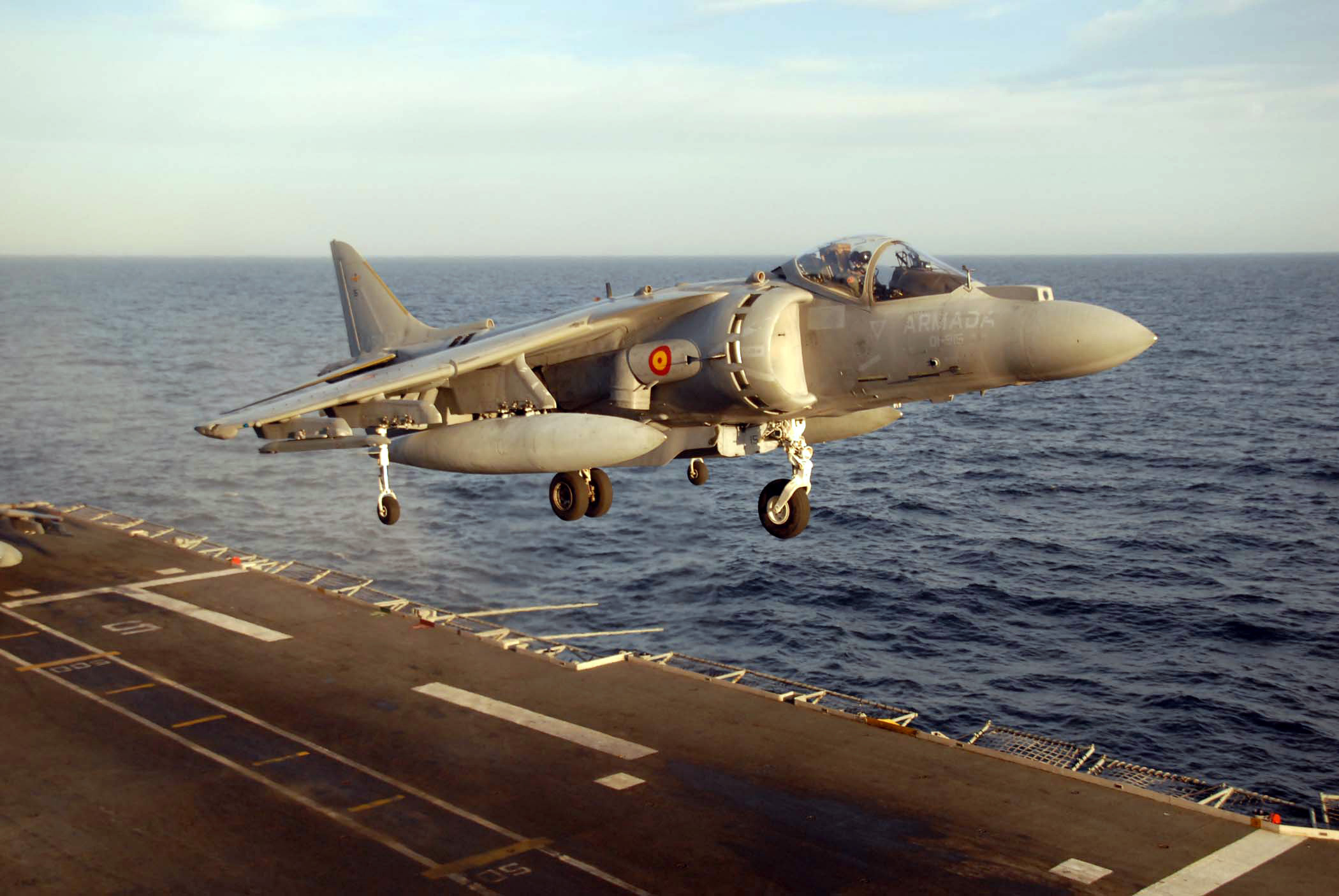
Un AV-8B Harrier II de la Armada Española realizando un apontaje vertical en el portaaviones Príncipe de Asturias (R11) en el año 2007.

Versión especial para la Armada de España. Se fabricaron 12 unidades. Posteriormente se remanufacturaron 5 de estos aviones AV-8B Harrier II para convertirlos a la nueva versión Plus, y se compraron 8 unidades adicionales del nuevo modelo AV-8B Plus. Todos estos aviones se encuentran en la 9.ª escuadrilla de la Flotilla de Aeronaves, junto a los 4 restantes AV-8B; basados en la Base Aeronaval de Rota. Actualmente se dispone de 12 EAV-8 Bravo Plus, 4 EAV-8B "Cobras" y un TAV-8B (biplaza de entrenamiento).
El 22 de diciembre de 2006, el Consejo de Ministros aprobó la conversión a la versión Plus de los 4 EAV-8B restantes que aún no habían sido actualizados, pero ésta no se llevó finalmente a cabo al darse de baja el portaaviones Príncipe de Asturias y entenderse las 12 unidades suficientes para el LHD Juan Carlos I.

### Variantes británicas
- Harrier GR5
- Harrier GR5A
- Harrier GR7
- Harrier GR7A
- Harrier GR9
- Harrier G9A
- Harrier T10
- Harrier T12

## Operadores
España
- Armada Española. 13 (12 EAV-8B+ y 1 TAV-8B en servicio en diciembre de 2010).[77]
  - 9.ª Escuadrilla

 Estados Unidos
- Cuerpo de Marines de Estados Unidos. 142 (126 AV-8B+ y 16 TAV-8B en servicio en diciembre de 2010) en los siguientes escuadrones:[77]
  - VMA-211
  - VMA-214
  - VMA-223
  - VMA-231
  - VMA-311
  - VMA-513
  - VMA-542
  - VMAT-203

 Italia
- Marina Militare. 16 (14 AV-8B+ y 2 TAV-8B en servicio en diciembre de 2010).[77]
  - Gruppo Aerei Imbarcati "The Wolves"

### Operadores potenciales
Varios países se interesaron por el AV-8B, aunque finalmente las ventas no fructificaron por diversas razones.
1) Turquía se planteó alrededor de 2017 comprar algunos AV-8B para así prepararse para la llegada de los F-35B.
2) Japón se planteó varias veces la compra de AV-8B, pero nunca terminó de definir como los emplearía ya que el uso de portaviones era impensable hasta hace poco.
3) EEUU ha ofrecido varias veces a Taiwán comprar AV-8B retirados y modernizarlos. Esto paliativa la vulnerabilidad a un ataque chino a sus bases aéreas.

## Especificaciones (AV-8B+ Harrier II Plus)
Referencia datos: Norden, Aerospaceweb.

### Características generales
- Tripulación: 1 piloto.
- Longitud: 14,1 m (46,3 ft)
- Envergadura: 9,2 m (30,2 ft)
- Altura: 3,6 m (11,6 ft)
- Superficie alar: 22,6 m² (243,4 ft²)
- Peso vacío: 6340 kg (13 973,4 lb)
- Peso cargado: 10 410 kg (22 943,6 lb)
- Peso máximo al despegue: 9.415 kg en despegue vertical, 14.100 kg en despegue corto.
- Planta motriz: 1× turboventilador de empuje vectorial Rolls-Royce F402-RR-408 (Mk 107).
  - Empuje normal: 104,5 kN (10 659 kgf; 23 500 lbf) de empuje.

### Rendimiento
- Velocidad nunca excedida (Vne): 1.080 km (585 Knots)
- Velocidad máxima operativa (Vno): 1.080 km
- Alcance: 1,200 nmi (1,400 mi, 2,200 km)
- Radio de acción: km
- Alcance en combate: km
- Alcance en ferry: 1,800 nmi (2,100 mi, 3,300 km)
- Techo de vuelo: 12500 m configuración limpia
- Régimen de ascenso: 460,4 m/s (90 629 ft/min)

### Armamento
- Cañones: 1× cañón rotativo GAU-12 Equalizer de 25 mm montado en un contenedor bajo el fuselaje a la izquierda y 300 municiones en otro contenedor a la derecha (configuración estadounidense, española e italiana).
- Puntos de anclaje: 6× pilones subalares con una capacidad de 5.988 kg, para cargar una combinación de:  
  - Bombas: 

    - Bombas de racimo GBU-100.
    - Bombas de caída libre de la serie Mark 80 (Mark 81, 82 y 83), incluyendo bombas de práctica de 3 y 14 kg.
    - Bombas guiadas por láser de la serie Paveway.
    - Bombas incendiarias Mark 77.

  - Cohetes: 4× Contenedores LAU-5003 con 19× cohetes CRV7 de 70 mm.
  - Misiles: 

    - 2× misiles aire-aire de corto alcance AIM-9 Sidewinder.
    - 6× misiles aire-aire de medio alcance AIM-120 AMRAAM (en los AV-8B+ equipados con radar).
    - 6× misiles aire-superficie AGM-65 Maverick.

  - Otros: 4× Tanques de combustible externos de 1.135, 1.250, o 1.400 litros (en pilones n.º 2, 3, 4 y 5) para vuelo en ferry largo alcance o más tiempo de merodeo.

### Aviónica
- Radar Raytheon APG-65.
- Pods de designación de objetivos AN/AAQ-28V LITENING (en los AV-8B+ equipados con radar).

## Coste
La Armada de Estados Unidos gastó unos 9.000 millones de dólares en comprar y modificar los Harriers originales más unos 4.100 millones adicionales en operarlos y repararlos entre 1986 y 2002. La reconstrucción de cada uno de los 74 AV-8B costó 28,2 millones por aparato. La inversión total en cada avión hasta 2002 se cifraba en más de 50 millones de dólares. 
El presupuesto inicial del programa Harrier estadounidense era de 6500 millones de dólares. El sobrecoste final del AV-8B generó fricciones entre el cuerpo de Marines y el resto de la armada de Estados Unidos.

### Desarrollos relacionados
- British Aerospace Harrier II
- British Aerospace Sea Harrier
- Hawker Siddeley Harrier
- Hawker P.1127

### Aeronaves similares
- Boeing X-32
- F-35 Lightning II
- Yakovlev Yak-38
- Yakovlev Yak-141

### Secuencias de designación
- Secuencia _V-_ (Aeronaves STOL/VTOL estadounidenses, 1962-presente): ← V-6 - CV-7 - V-8 - AV-8A/B - V-9 - OV-10 - V-11 - OV-12 - FV-12 - V-15 - AV-16 - UV-18 - UV-20 - V-22 →
- Secuencia de designación de aeronaves de las Fuerzas Armadas Italianas: ← H-3D/H-3F - G-4 - Q-7 - AV-8 - Q-9 - Q-10 - A-11 →

### Listas relacionadas
- Anexo:Aeronaves de la Fuerza Aérea de los Estados Unidos (históricas y actuales)